# Heinrich Hermann von Kerckerinck zu Stapel
Heinrich Hermann von Kerckerinck zu Stapel (* 2. April 1632; † 17. Juli 1684) war Kanoniker und Dekan in Fritzlar.

## Leben

### Herkunft und Familie
Als Sohn des Bernhard zu Giesking (* 1596) und seiner Gemahlin Richmod von Buck zu Sentmaring (* 1626) wuchs Heinrich Hermann von Kerckerinck zu Stapel zusammen mit seinen Brüdern Johann (1627–1700, Kanoniker in St. Mauritz in Münster), Matthias (1628–1684, Amtsdroste in Bruchsal), Bertold Theodor (1640–1709, Kammerjunker) und Wilhelm Lambert (1645–1676, Hofkavalier in Baden-Baden und Hessen sowie Kanoniker in Aschaffenburg) in der alten westfälischen Patrizierfamilie von Kerckerinck auf.

### Werdegang und Wirken
Nach dem Besuch des Jesuitengymnasiums in Münster und der Universitäten in Paderborn und Köln wurde Heinrich Hermann zum Jahresende 1660 Kanoniker im Dom St. Peter in Fritzlar. Hier wurde er am 23. Dezember 1680 zum Dekan bestimmt. Ein Jahr später verzichtete er, um sich die Möglichkeit zu eröffnen, Nachfolger seines Bruders zu werden. Er starb durch einen Genickbruch infolge eines Sprungs vom Pferdewagen. Begraben ist er in der Pfarrkirche in Dossenheim, wo sich sein Epitaph befindet.